# Јутарњи шоу (ТВ серија)
Јутарњи шоу (енгл. The Morning Show) америчка је телевизијска серија коју је створио Џеј Карсон за Apple TV+. Глумачку поставу предводе Џенифер Анистон и Рис Видерспун. Радња прати људе иза јутарњег информативног програма који се емитује на телевизији. Кроз епизоде, приказане су разна политичка збивања и тренутна дешавања, као што су #MeToo покрет, пандемија ковида 19, расна неједнакост, јуриш на Капитол и инвазија Русије на Украјину.
Серија је добила позитивне рецензије критичара и остварила огроман комерцијални успех. Освојила је мноштво признања, међу којима су 27 номинација за Еми за програм у ударном термину, десет номинација за награде Удружења филмских глумаца и девет номинација за Златни глобус.

## Радња
Алекс Ливи води Јутарњи шоу, познати јутарњи програм са Менхетна на телевизији UBA, који има одличну гледаност, а сматра се да је променио лице америчке телевизије. Након што је њен петнаестогодињши партнер, Мич Кеслер, отпуштен услед секс-скандала, Алекс се бори како би задржала свој посао као главна водитељка док се развија ривалство са Бредли Џексон, дописницом са терена коју низ импулсивних одлука доводи у нови свет телевизијског новинарства.

## Улоге
| Глумац            | Улога             |
| ----------------- | ----------------- |
| Џенифер Анистон   | Алекс Ливи        |
| Рис Видерспун     | Бредли Џексон     |
| Били Крудап       | Кори Елисон       |
| Марк Дуплас       | Чип Блек          |
| Гугу Мбата Ро     | Хана Шоенфилд     |
| Нестор Карбонел   | Јанко Флорес      |
| Карен Питман      | Мија Џордан       |
| Бел Паули         | Клер Конвеј       |
| Десин Тери        | Данијел Хендерсон |
| Џек Давенпорт     | Џејсон Крејг      |
| Стив Карел        | Мич Кеслер        |
| Грета Ли          | Стела Бак         |
| Руари О’Конор     | Тај Фицџералд     |
| Џулијана Маргулис | Лора Питерсон     |
| Никол Бехари      | Кристина Хантер   |
| Џон Хам           | Пол Маркс         |

## Епизоде
| Сезона | Сезона | Епизоде | Епизоде | Оригинална објава   | Оригинална објава  |
| Сезона | Сезона | Епизоде | Епизоде | Премијера           | Финале             |
| ------ | ------ | ------- | ------- | ------------------- | ------------------ |
|        | 1.     | 10      | 10      | 1. новембар 2019.   | 20. децембар 2019. |
|        | 2.     | 10      | 10      | 17. септембар 2021. | 19. новембар 2021. |
|        | 3.     | 10      | 10      | 13. септембар 2023. | 8. новембар 2023.  |